# Salmoriglio

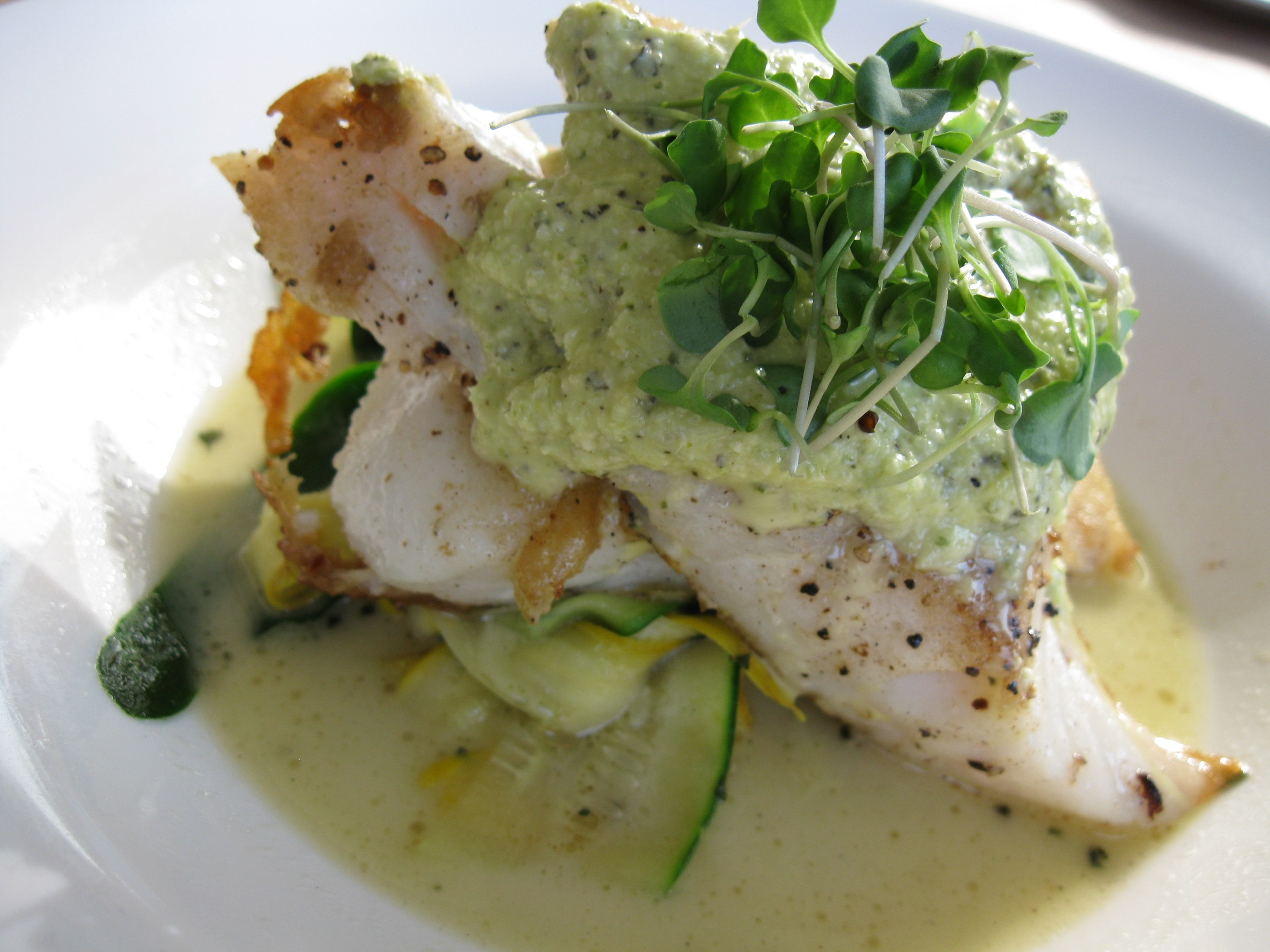
Filete de Halibut condimentado con salmoriglio.

El salmoriglio es un condimento típico del sur de Italia, en particular de Sicilia y Calabria, preparado con jugo de limón, aceite de oliva, ajo triturado, orégano, perejil, sal y pimienta. Por lo general se sirve con mariscos o carnes a la brasa y asadas.
En algunas variaciones norteamericanas, el salmoriglio se prepara con mantequilla batida, limón, mostaza de Dijon, aceite de oliva y hierbas frescas.